# 우와고로모역
우와고로모역(일본어: 上挙母駅, うわごろもえき)은 일본 아이치현 도요타시에 소재하는 나고야 철도의 역이다. 역 번호는 MY06이다. 또한, 역 근처에 "우와고로모"라는 지명이 있지만, 등기 상의 주소는 "가나야초"이다. "고로모"는 도요타 시의 옛 시명이다.

## 역사
- 1920년 8월 31일: 미카와 철도 역으로 영업 개시.
- 1929년 12월 18일: 미카와 철도에 의한 오카자키 선(후, 고로모 선) 개업.
- 1941년 6월 1일: 미카와 철도가 나고야 철도에 합병, 동사의 미카와 선과 오카자키 선의 역이 됨.
- 1961년: 화물 영업 폐지.
- 1963년 8월 1일: 2면 4선에서 2면 3선으로 배선 변경 및 중선을 고로모 선의 착발 지대로 지정함.
- 1973년 3월 4일: 고로모 선 폐지.
- 2001년 6월 16일: 무인화.
- 2003년 10월 1일: 트랜 패스 사용 개시에 따라 역 집중 관리 시스템 도입.
- 2011년 2월 11일: IC카드 승차권 "manaca" 공용 개시.
- 2012년 2월 29일: 트랜 패스 공용 종료.

## 역 구조
섬식 승강장 1면 2선의 지상역이다. 화물을 취급하던 시절은 4선이었고, 화물 폐지 후에는 양면 플랫폼의 중선 사이로 2면 3선의 섬식 승강장으로 개조되어 중선에 고로모 선 열차가 발착했었다. 고로모 선 폐지 이후에도 쓰치하시 역 방면에는 분기의 흔적이 남아 있어 보수용 차량이 유치되고 있다.
역 집중 관리 시스템을 도입한 무인역이며, 옆의 도요타 시 역에서 원격 관리되고 역사는 개통 당시의 것이 사용 중이다.
미카와 선 열차는 최대 4량 편성이지만 새벽 심야에는 도요타 선에서 사용되는 100계 전차가 도요타 시 역 ~ 쓰치하시 역 구간에서 운전된다. 이로 인하여, 우와고로모 역의 승강장 및 교환 설비의 선로는 6량 편성분의 연장이 이루어졌다.

### 승강장
| 번호 | 노선        | 방향 | 행선                   |
| ---- | ----------- | ---- | ---------------------- |
| 1    | ■ 미카와 선 | 하행 | 도요타 시・사나게 방면 |
| 2    | ■ 미카와 선 | 상행 | 지류 방면              |

## 역 주변
- 아이치 환상 철도선 신우와고로모 역 - 서쪽으로 400m의 위치에 있지만 신호부 교차로를 건널 필요가 있다.
- 도요타 경찰서
- 스미토모 고무 공업 나고야 공장
- 도요타 쓰카사 우체국
- 도요타 시립 도시야마 초등학교
- 도요타 시립 마루야마 아이원
- 국도 제155호선
- 도요타자동차 본사 - 메이테쓰 미카와선 중에서는 가장 가까운 역으로 남쪽으로 약 2km 택시를 이용해도 된다.

## 인접역
| 나고야 철도 미카와선       | 나고야 철도 미카와선 | 나고야 철도 미카와선    |
| -------------------------- | -------------------- | ----------------------- |
| MY07 도요타 시 사나게 방면 |                      | 쓰치하시 MY05 지류 방면 |